# Stéphane Glas

a Compétitions nationales et continentales officielles uniquement.

b Matchs officiels uniquement.
Stéphane Glas, né le 12 novembre 1973 à Bourgoin-Jallieu (Isère), est un joueur et entraîneur français de rugby à XV. Il a joué en équipe de France et évolue au poste de centre au sein de l'effectif du CS Bourgoin-Jallieu puis du Stade français Paris (1,77 m pour 87 kg).
Il a joué au CS Bourgoin-Jallieu pendant 22 ans et a signé au Stade français en 2003. Il prend sa retraite en 2009.
Après avoir été pendant 3 ans l'adjoint de Fabien Galthié puis de Jake White, au Montpellier HR, chargé des trois-quarts, il devient l'entraîneur des lignes arrière à Oyonnax de 2015 à 2017 puis au FC Grenoble de 2017 à 2021.

## Carrière

### Joueur

#### En club
En 2005, il participe avec le Stade français à la finale de Coupe d'Europe face au Stade toulousain au Murrayfield Stadium à Édimbourg. Il est titularisé au centre avec Brian Liebenberg. À l'issue du temps réglementaire, les deux équipes sont à égalité, 12 à 12, mais les toulousains parviennent à s'imposer 12 à 18 à l'issue des prolongations.

#### En équipe nationale
Il a honoré sa première cape internationale en équipe de France le 3 février 1996 par une défaite 19-14 à Murrayfield contre l'équipe d'Écosse. Réputé pour sa capacité à prendre les intervalles, la fluidité de ses courses et sa technique de passe, Stéphane Glas, pourtant bon plaqueur, se verra souvent reprocher son gabarit jugé trop léger pour évoluer en équipe nationale et faire face aux puissants trois-quarts centre de l'hémisphère sud.

#### Avec les Barbarians
Le 1er novembre 1995, il est invité avec les Barbarians français pour jouer contre la Nouvelle-Zélande à Toulon. Les Baa-Baas s'inclinent 19 à 34.

### Entraîneur
En 2012, il devient entraîneur adjoint de Fabien Galthié, au Montpellier HR, chargé des trois-quarts aux côtés de Mario Ledesma, chargé des avants. Lors de la saison 2014-2015, à la suite du limogeage de Mario Ledesma en novembre, il présente sa démission au président Mohed Altrad mais celui-là refuse. Le 29 décembre, le manager Fabien Galthié est mis à pied mais Stéphane Glas est conservé jusqu'à la fin de la saison. Il intègre le staff du nouveau manager Jake White, aux côtés de Shaun Sowerby et Didier Bès.
Le 20 janvier 2015, l'US Oyonnax annonce qu'il sera le nouvel entraineur responsable des trois-quarts à partir du 1er juillet 2015 et pour 3 saisons sportives. Il assure l'entrainement de l'équipe professionnelle au côté d’Olivier Azam et Pascal Peyron. En novembre 2015, Olivier Azam est remplacé par Johann Authier. À la fin de la saison 2015, le club descend en Pro D2, Stéphane Glas et Johann Authier conservent leurs postes dans le staff tandis que Adrien Buononato remplace Pascal Peyron. En janvier 2017, il annonce qu'il quitte l'USO durant l'été par solidarité avec le manager, Johann Authier, qui cesse également ses fonctions en fin de saison. Il termine l'aventure avec l'US Oyonnax sur le titre de champion de France de Pro D2 2017.
En 2017, il devient entraîneur des arrières du FC Grenoble, relégué en Pro D2, au côté de Dewald Senekal, entraîneur des avants.
Il connaît une montée et une descente avec le club isérois.

#### Bilan
| Saison      | Club                      | Division | Poste    | Classement                                                       | Coupe d'Europe             | Challenge européen |
| ----------- | ------------------------- | -------- | -------- | ---------------------------------------------------------------- | -------------------------- | ------------------ |
| 2012 - 2013 | Montpellier Hérault rugby | Top 14   | Arrières | Éliminé en barrages                                              | Éliminé en quart-de-finale | -                  |
| 2013 - 2014 | Montpellier Hérault rugby | Top 14   | Arrières | Éliminé en demi-finale                                           | Éliminé en poule           | -                  |
| 2014 - 2015 | Montpellier Hérault rugby | Top 14   | Arrières | 8e                                                               | Éliminé en poule           | -                  |
| 2015 - 2016 | US Oyonnax                | Top 14   | Arrières | 14e                                                              | Éliminé en poule           | -                  |
| 2016 - 2017 | US Oyonnax                | Pro D2   | Arrières | Champion de France PRO D2                                        | -                          | -                  |
| 2017 - 2018 | FC Grenoble               | Pro D2   | Arrières | 3e, défaite en finale, victoire en barrage d'accession en Top 14 | -                          | -                  |
| 2018 - 2019 | FC Grenoble               | Top 14   | Arrières | 13e, défaite en barrage d'accession Top 14 / Pro D2              | -                          | Éliminé en poule   |
| 2019 - 2020 | FC Grenoble               | Pro D2   | Arrières | 3e (arrêt du championnat)                                        | -                          | -                  |
| 2020 - 2021 | FC Grenoble               | Pro D2   | Arrières | 6e, éliminé en barrages                                          | -                          | -                  |
| 2022 - 2023 | Provence rugby            | Pro D2   | Arrières | 8e                                                               | -                          | -                  |

## Palmarès

### En club
- Championnat de France de rugby à XV :
  - Champion (3) : 2003, 2004 et 2007 (avec Paris)
  - Finaliste (2) : 2005 (avec Paris) et 1997 (avec Bourgoin-Jallieu)
- Challenge Yves du Manoir
  - Finaliste (2) : 1997 contre Pau et en 1999 contre le Stade Français (avec Bourgoin-Jallieu)
- Coupe d'Europe
  - Finaliste (1) : 2005 (avec Paris)
- Bouclier européen
  - Vainqueur (1) : 1997 contre Castres (avec Bourgoin-Jallieu)
  - Finaliste (1) : 1999 (avec Bourgoin-Jallieu) contre Clermont.

### En équipe nationale
- 37 sélections en équipe de France entre 1996 et 2001
- 9 essais (45 points)
- Sélections par année : 8 en 1996, 9 en 1997, 9 en 1998, 6 en 1999, 1 en 2000, 4 en 2001
- Grand Chelem : 1997, 1998
- Vainqueur de la Coupe Latine : 1997

#### Tournoi des Cinq/Six Nations
| Édition           | Rang | Résultats France | Résultats Glas | Matchs Glas |
| ----------------- | ---- | ---------------- | -------------- | ----------- |
| Cinq Nations 1996 | 3    | 2 v, 0 n, 2 d    | 1 v, 0 n, 2 d  | 3/4         |
| Cinq Nations 1997 | 1    | 4 v, 0 n, 0 d    | 4 v, 0 n, 0 d  | 4/4         |
| Cinq Nations 1998 | 1    | 4 v, 0 n, 0 d    | 4 v, 0 n, 0 d  | 4/4         |
| Six Nations 2000  | 2    | 3 v, 0 n, 2 d    | 0 v, 0 n, 1 d  | 1/5         |
| Six Nations 2001  | 5    | 2 v, 0 n, 3 d    | 0 v, 0 n, 1 d  | 1/5         |

Légende : v = victoire ; n = match nul ; d = défaite ; la ligne est en gras quand il y a Grand Chelem.

#### Coupe du monde
- 1999 : vice-champion du monde, 5 sélections (Canada, Namibie, Pumas, All Blacks, Wallabies)

| Édition          | Rang      | Résultats France | Résultats Glas | Matchs Glas |
| ---------------- | --------- | ---------------- | -------------- | ----------- |
| Royaume-Uni 1999 | Finaliste | 5 v, 0 n, 1 d    | 4 v, 0 n, 1 d  | 5/6         |

Légende : v = victoire ; n = match nul ; d = défaite.

### Entraîneur
- Champion de France de Pro D2 2017 avec l'US Oyonnax
- Vainqueur du barrage d'accession au Top 14 en 2018 avec le FC Grenoble

### Distinctions personnelles
- Nuit du rugby 2017 : Meilleur staff d'entraîneur de la Pro D2 (avec Johann Authier et Adrien Buononato) pour la saison 2016-2017